# Мецамор
Мецамор (јерм. Մեծամոր) је град у Јерменији, и један од три градска центра у провинцији (марзу) Армавир. Насеље је изграђено 1979. за потребе радника оближње нуклеарне електране чија градња је почела 1970. године.
Електрана је затворена 1989. године због последица земљотреса, а поново је отворена 1996. године и данас се у њој производи преко 40% целокупне електричне енергије Јерменије.
Према проценама за 2010. у градићу је живело око 10.500 становника, док је према службеним резултатима пописа из 2001. градић имао 9.870 становника.
У близини града се налази археолошки локалитет са кружно поређаним мегалитима из 5. миленијума пре нове ере а за које се претпоставља да су представљали древну опсерваторију. На локалитету су пронађени и многи други остаци из каснијих периода (насеље у континуитету све до XVIII века). Сви артефакти пронађени на овом локалитету (а има их више од 22.000) данас се чувају у археолошко-историјском музеју Мецамора отвореном 1968. године.